# Fehraltorf
Fehraltorf är en ort och kommun i distriktet Pfäffikon i kantonen Zürich, Schweiz. Kommunen har 6 860 invånare (2023).